# 276163 Tafreshi
276163 Tafreshi è un asteroide della fascia principale. Scoperto nel 2002, presenta un'orbita caratterizzata da un semiasse maggiore pari a 2,9288385 au e da un'eccentricità di 0,1997586, inclinata di 4,70747° rispetto all'eclittica.